# 飢饉

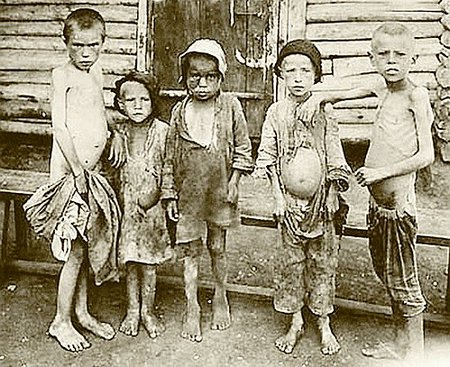
ロシアの飢饉（1921年）

飢饉（ききん、英: famine）とは、何らかの要因によりその集落に住む住人が飢餓状態に陥ることを指す。狭義においては、一地域における死亡率を急激に上げるような極端な食料不足の事態を指すことが多い。「饑饉」と書くこともあり「饑」は穀物が稔らないこと、「饉」は蔬菜（野菜）が熟さないことを指す。
主食とする農産物の大規模な不作を契機とする場合が多い。歴史上は長く戦乱や各国の領土拡張の理由ともなってきたが、1940から60年代の緑の革命による収量の増大、その後の輸送網の発達、21世紀に入ってからの国際的な人道援助の広がりなどによって飢饉の発生は大幅に減っている。

## 原因
飢饉の原因はその具体的事例によって異なり、また何に焦点を当てるかによって原因とするものも異なったものとなる。飢餓被害をより一層悪化させる要因として失政や悪政がある。以下では一般的な飢饉の原因を挙げる。

### 食糧の不足
食糧の不足は、自然災害や人為的な要因によって発生する。自然災害による例を分類すると、
1. 火山の噴火（火山の冬）[4]
2. 地震
3. 台風
4. 長雨・日照り・旱魃
5. 霜や雹
6. 虫害
例：ウンカによる害、バッタの蝗害（飛蝗と呼ばれる群生相を示すもの）
7. 植物病害
8. 疫病による、農業などの食糧生産者の人口減

である。
火山の噴火では、地球の成層圏まで火山性ガスや火山灰に覆われることによって、日照条件などに不都合が生じ、稲や麦などの作物の生育にダメージを与えることによって生じる。また、局地的な飢饉の原因となるが、近隣の火山噴火によって生じる火砕流や火山灰の降灰による農地の喪失も原因の一つになる場合もある。地震が原因の場合には、地震断層や地表の変位が生じることによって、農地又は灌漑設備などの農業設備の破壊や、場合によっては水系そのものが影響を受けることによって生じる。
台風が原因の場合には、稲や小麦の収穫時期に近い時期に台風が農地へ浸水被害をもたらすことによって生じる。長雨・日照りに関しては、ブロッキング高気圧の発生や梅雨前線の異常停滞等の現象によって発生する。その原因は明らかではないが、偏西風の蛇行による場合が多い。
虫害に関しては、これまで原因が明らかになっているのは、害虫の産卵繁殖サイクルに依るものと、外国等から害虫がもたらされ、その虫を食べる他の生き物による食物連鎖が無かったために異常発生する場合とがある。
人為的な要因による例を分類すると、
1. 戦争（内戦、対外戦争を含む）
2. 商工・農業政策の変更や失敗
3. 灌漑設備など農業用インフラの不備や肥料の流通が途絶えるなど内政や経済混乱によるもの
4. 交通事情の途絶などによる物資輸送の阻害
5. 投機・売惜・買溜・醸造などへの転用などの利潤追求を目的とした経済行為

である。

### 問題のある配分
食糧の不足が何らかの理由で発生しても、必ずしも飢饉となるわけではない。とりわけ近年の農業技術の発達や食糧生産量の増加、国際的な輸送体制の下では、絶対的に食糧が不足することは稀である。
実際に、飢饉に際してもその地域、国家のすべての人が餓死するわけではなく、むしろ一部の人々が餓死する一方で、一部の人々には食糧が豊富にある場合が多い。また、飢饉が発生している地域から食糧が外部へと運び出される例も見られる。そして、過去の飢饉の記録を見ると、洋の東西や時代を問わず、都市部で餓死者が少ないか、食料が不足していないことが多く、むしろ、都市部へ人が避難して衛生状態が悪化したことによる疫病の例が多い。
このような点から、飢饉の原因は食糧の配分、つまり餓死者が食糧を手に入れられなかった理由にもある。以下では、その主要な理由を挙げる。これらは通常、複合して飢饉を引き起こす。
収入の減少・喪失
自ら自分自身の消費する食糧を生産している農家でない限り、現金収入を得て食糧を購入しなければならない。なお、農業に従事していても、必ずしも消費する食糧を生産しているとは限らない（例えばコーヒー豆やカカオなどの商品作物を栽培している場合）。また、土地所有者などに雇われている場合（プランテーションで働く場合など）には、労働の対価として現金を支払われている場合もある。そこで、経済情勢の変化や、天災・戦災などによる農地や工場の破壊により、収入の減少、失業が発生すると、十分な食糧の購入が困難になり、場合によっては餓死に至る。失業者が増加した場合には、労働力供給量の増加や消費の縮小で労働力の需給関係が悪化し、更なる賃金の低下、失業が起こるという悪循環になりやすい。

食糧価格の高騰
食糧価格の高騰が起こると、十分な食糧の購入が困難になり、場合によっては餓死に至る。食糧価格高騰の理由としては、天災や戦災などによる農産物の不作のほか、農産物の他への転用（飼料や醸造原料としての利用など）、他地域の経済発展・人口増加などによる食糧消費量の増加、価格高騰を見込んだ投機や売惜しみが挙げられる。
また、インフレによって全般的に物価が高騰し、食糧価格も高騰する場合もある。この場合には、物を売った際の収入も増え、賃金も上昇する傾向にあるが、通常賃金の上昇は物価の高騰よりも遅いものである。また、インフレの際には金融システムが崩壊し、多くの企業の倒産、失業を生むことも多い。

救済手段の不備
社会保障制度が十分に機能している場合には、失業の増加や食糧価格高騰が発生したとしても、雇用保険や生活保護などの形で何らかの救済が図られるため、餓死者を多数出すような飢饉には発展しない。また、国内での救済のほか、天災や戦災による大規模な飢饉は国際的な援助によって解消される場合も多い。しかし、江戸時代の日本のように鎖国状態である場合や、戦争や内戦によって交通・輸送システムが麻痺している場合や、独裁政権下などにあって弱者保護に注意が払われない場合には、今日においても国際的な援助も、そしてもちろん国内での援助も難しい状態にある。

### 結果
飢饉により、最も大きな被害を受けるのは、高齢者・子供・病人と元々体力の低下した者であり、また、元々生活の苦しい貧困層である。飢饉によって、食糧を得られないことによる餓死のほか、体力の低下による疫病の増加、普段食べないものでも食べざるを得ないことによる体調不良での死亡なども引き起こされる。
また多くの飢饉において、食糧を求めて都市部などに多くの人が移動し、食糧を求めた略奪、暴動（例・打ちこわし）が発生するため、治安の悪化や生活環境の悪化が発生する。加えて、食糧を得るために家屋や農地、家畜や女性が売り払われるため、飢饉後に経済格差が拡大する要因ともなる。

## 地域別の歴史

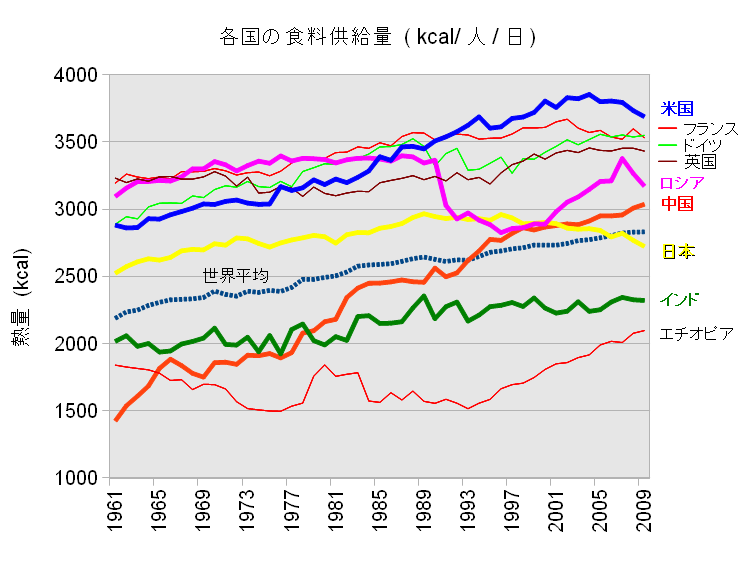
1959-61年の中華人民共和国大飢饉、1970年代と80年代から90年代にかけてのエチオピア大飢饉（:en:1983–1985_famine_in_Ethiopia）。
国際連合食糧農業機関(FAO)では、食料過不足のしきい値を2700kcalとしており、21世紀に入り世界平均ではそれを満たしている。なお、表の数値は食料供給ベースであり、摂取量はその60-70%である。

飢饉における死者数・被害者数は、正確な算出が困難であり、様々な立場の人や集団から、様々な推計が出される。

### 日本
- 養和の飢饉
- 寛喜の飢饉
- 正嘉の飢饉
- 長禄・寛正の飢饉
- 江戸四大飢饉
  - 寛永の大飢饉
  - 享保の大飢饉
  - 天明の大飢饉
  - 天保の大飢饉

『続日本紀』（8世紀成立）には、大宝2年（702年）9月17日条から延暦10年（791年）5月12日条の約89年間で、飢饉に関する記述が少なくとも116回を超えている。その内、天平宝字7年（763年）の記述が「14回」（20国、同じ国を含む）、天平神護元年（765年）が「12回」（17国、同国含む）、宝亀5年（774年）が「14回」（15国、同国含む）と集中している。
また、一度に飢饉になった国の数として（4国未満は省略）、慶雲2年（705年）12月27日条で「20国」、同3年（706年）2月16日条で「7国」、天平宝字4年（760年）3月26日条で「15国」、同6年（762年）5月4日条で「畿内と5国」、天平神護元年（765年）2月15日条で「4国」、同年3月16日条で「6国」、延暦4年（785年）10月10日条で「4国」、同9年（790年）4月29日条で「14国」、同10年（791年）5月12日条で「4国」と記録されている。
『続日本紀』に具体的に飢饉者の人数が記載された条として、宝亀10年（779年）8月2日条に3千余人。延暦9年（790年）8月1日条に、大宰府管轄下（九州諸国）で8万8千人余りが飢饉になったと記録される。奈良時代では、飢饉が起こるたびに、朝廷が医者と薬と物資を各国に送っていたことが記述され、疫病と飢饉が頻繁になると天皇が天に徳を示すために大赦を行った。
気候変動研究では、16世紀以降に寒冷化が進み、飢饉が頻発することになる。例えば、越後上杉氏の他国出兵時期と期間から口減らしの意図が考えられ、特に飢饉の続いた永禄年間に上杉謙信は関東への出兵を繰り返しており、これは戦争が飢饉を起こすのではなく、飢饉が戦争を起こしていた例とされる。
飢饉が元で、あるいは一因として改元された元号の例としては、寿永・寛喜・貞永・正元・宝徳・寛正がある。
ことわざに「一年の兵乱は三年の飢饉に劣る」とあるように、日本では、「飢饉の害は戦争以上のものである」という考え方がある。
明治時代以降も東北地方は極端な凶作に見舞われており（東北凶作）、1869年（明治2年）、1902年（明治35年）、1905年（明治38年）、1910年（明治43年）、1913年（大正2年）、1921年（大正10年）、1931年（昭和6年）と相次いだ。特に、1934年（昭和9年）の冷害は、多くの欠食児童や婦女子の人身売買が相次ぎ、昭和農業恐慌と呼ばれた。
1937年（昭和12年）の日中戦争勃発後、食糧は配給制となり、第二次世界大戦後の戦後混乱期はさらに食糧難が悪化した。

### アジア

#### 中国大陸
紀元前647年、晋で飢饉が起こった際、恵公が秦に食糧援助を求めたが、穆公（ぼくこう）は恵公の悪政を理由に断ろうとしたところ、家臣の「民に罪はありません」の一言を受け、援助することを決める。翌年、今度は秦で飢饉が起こったため、穆公は晋に援助を求めたが、恵公は食料を送らず、占領する好機ととらえ、攻め込み、韓原の戦いが起こる。
4世紀初頭、華北地方で数年にわたって大旱（ひでり）が起こったことに加え、八王の乱による治水事業の破壊が合わさって、この時期、毎年、飢饉が生じた。安住の地を求め、住民が南方の州・郡に向かい、流民の数は約30万戸にのぼり、西晋の全戸数377万の12分の1に達し、華北の総戸数60万の半ばに及ぶと推定される。結果として、北方異民族の南下を招き、華北域での建国に至っている。
1877年 - 1878年の干ばつによる大飢饉では、950 - 1300万人の餓死者を出した。
1960年代には、毛沢東の大躍進政策により大飢饉が発生して2000万 - 5000万人もの死者を出した。

#### 朝鮮半島
『三国史記』新羅本紀には、740年代後半から750年代後半にかけて、天候異変により飢饉・疫病が発生したことが記録されている。兆候は745年から見られ、747年になり、日照りから飢饉・疫病が流行することになる。755年には、自分の股肉を切り取り、父親に食べさせた男の話が景徳王の耳に入る。対応するように、日本側の資料である『続日本紀』において、天平宝字3年（759年）9月、天皇の大宰府に対する勅の中で、「新羅本国の租税・労役から逃れるため、日本に来航し、帰化申請する新羅人が多くなっている」とする記述が見られ、帰国を希望しなかった新羅人が131人いたと記す<。
新羅の憲徳王6年（814年）5月に半島西部域において洪水が発生し、翌年8月には西部広域で飢饉が生じ、陸では盗賊、海では海賊が頻繁に現れるようになる。関連記述として、中国の『旧唐書』新羅伝には、元和11年（816年）に新羅の飢民170人が食を求めて漂着した記録がみられる。819年に草賊が発生し、821年になると、飢民が子孫を売って自活する事態まで発生している。不作による飢饉と国家財政の悪化、そして税収の取り締まりの厳格化から国内では反乱が発生し、最終的に国家財政を国外である日本の対馬から略奪することによって、解決しようとする試み＝国家公認の海賊行為にまで発展している。
北朝鮮においては建国以来何度か飢饉に襲われる度にソ連、中国の膨大な援助で救われていたが、最大の援助国であったソビエト連邦の崩壊後の1990年代中期には大飢饉が発生し、毎年100万人以上の餓死者を出した（苦難の行軍）。原因としては耕作地開発のための森林の過剰伐採による大規模な水害、経済危機、金日成の墓の建築、諸外国からの孤立による食料援助の中断などが挙げられる。

#### ベトナム
第二次世界大戦末期の1945年に、日本占領期のハノイ・ハイフォン地区を中心に大飢饉が発生した（「1945年ベトナム飢饉」も参照）。トンキン地方は二期作であったが、人口が多いため完全な自給自足は困難で、年間8万から10万トンの米をメコンデルタなど、他の産地から補充していたが、この一帯を1944年に暴風雨が襲い、農作物に甚大な被害を出すと共に米軍機の空襲により、鉄道や橋架が破壊され、補給も不可能となる。
さらに日本が穀物を栽培していた畑1万ヘクタールをアサ栽培に転換させたことも重なった上、同年12月からテトにかけて稀に見る寒波が襲った結果、栄養失調の貧民に多数の死者が発生する。多数の農民が死亡し、1945年の6月まで続く。当時、ベトミンとの戦争に追われていた日本軍は、死亡者数に関する記録を作成しなかったため、正確なデータはない。

#### インド
イギリス東インド会社が支配するようになって、インド人は税の重負担に苦しんだ。また、インド農民に小麦など食糧を栽培すべき畑で、綿花や綿布の染料に使用する藍や、アヘンの原料となるケシなどの栽培を強制した。綿花は特定の一次商品を宗主国イギリスに輸出し、完成消費財を輸入するという経済構造に変質したため、従来の自給型農業が決定的な変化を被った。その結果、田畑の減少や失業者の増加により、飢饉に際して多数の犠牲者を出す地域が現れた。インド各地域で飢餓が発生しても、イギリス政府は、まともに救済はしなかった。一部の関係者は、トマス・ロバート・マルサス理論を主張し、飢饉は人口抑制のために自然の方法であることを主張した。1770年のベンガル飢饉で、死者約1000万人。1800年 - 1825年の大飢饉5回で、死者約100万人。1826年- 1850年の大飢饉2回で死者約40万人。1851年 - 1875年の大飢饉6回で、死者約500万人。1876年 - 1900年の大飢饉18回 で、死者約1600万人。1943年のベンガル飢饉で、死者約300万人。イギリスによる過酷な植民地統治時代に頻発した飢饉の死者数は、推計で5000万人を越える。

#### ギャラリー
いずれも19世紀後半から20世紀前半、イギリス統治下のインドでの写真。

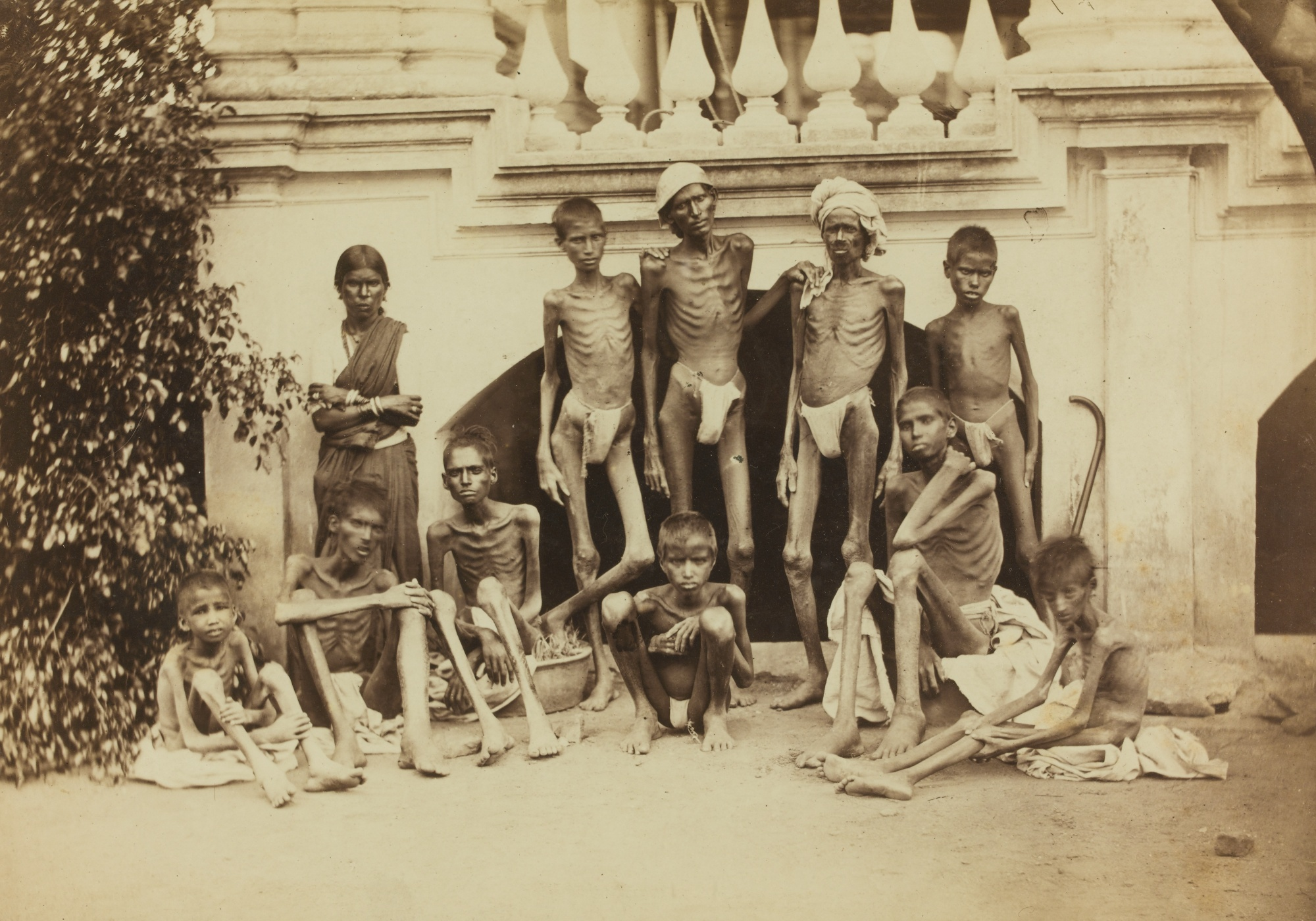
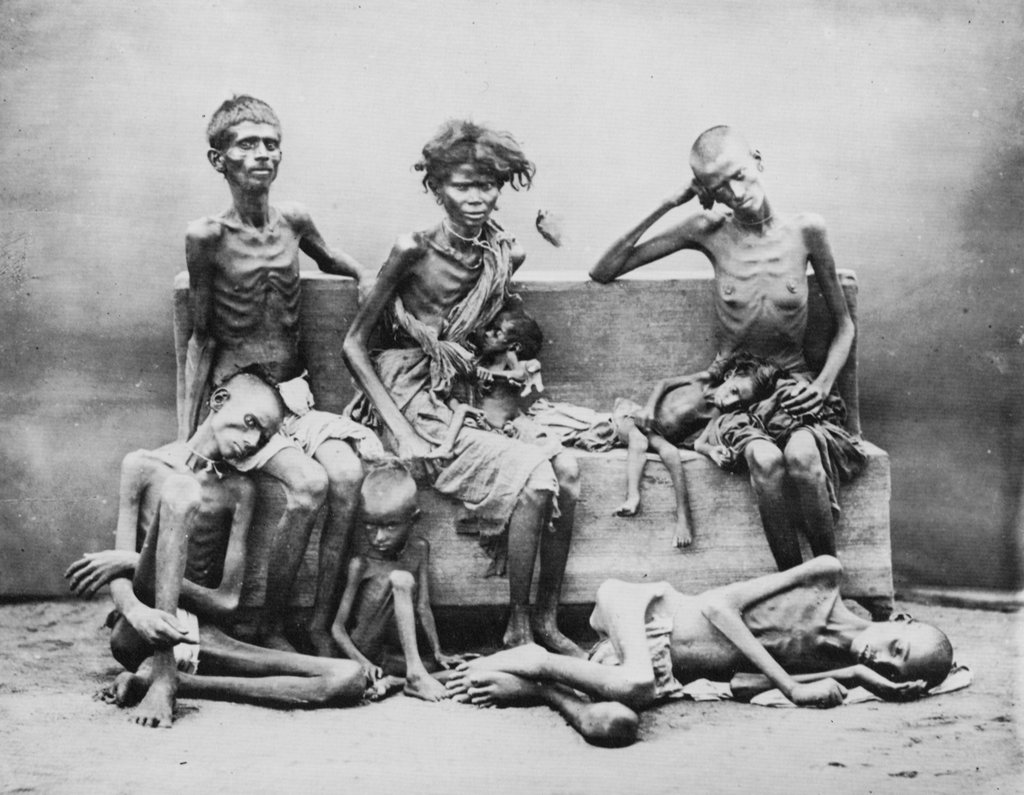
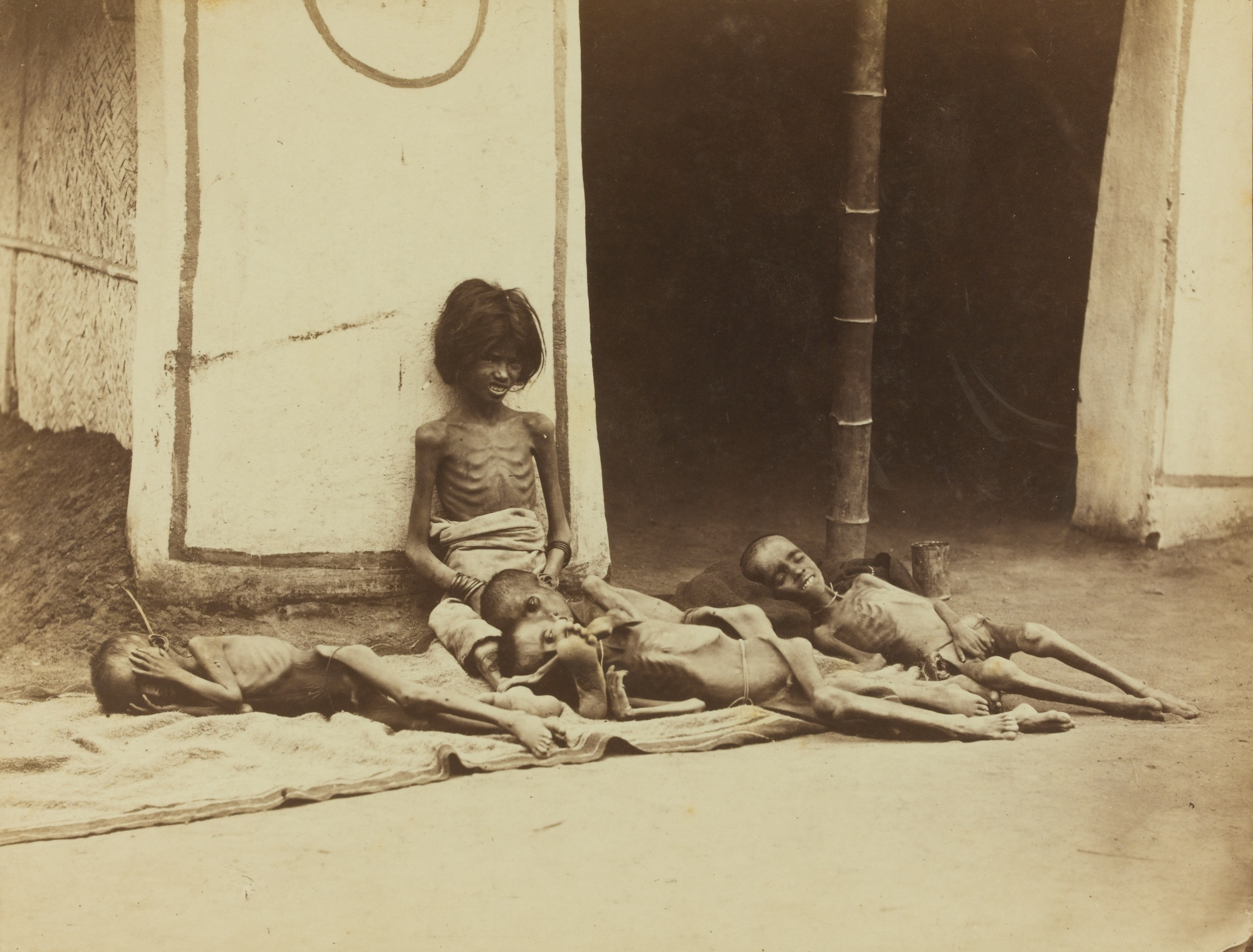
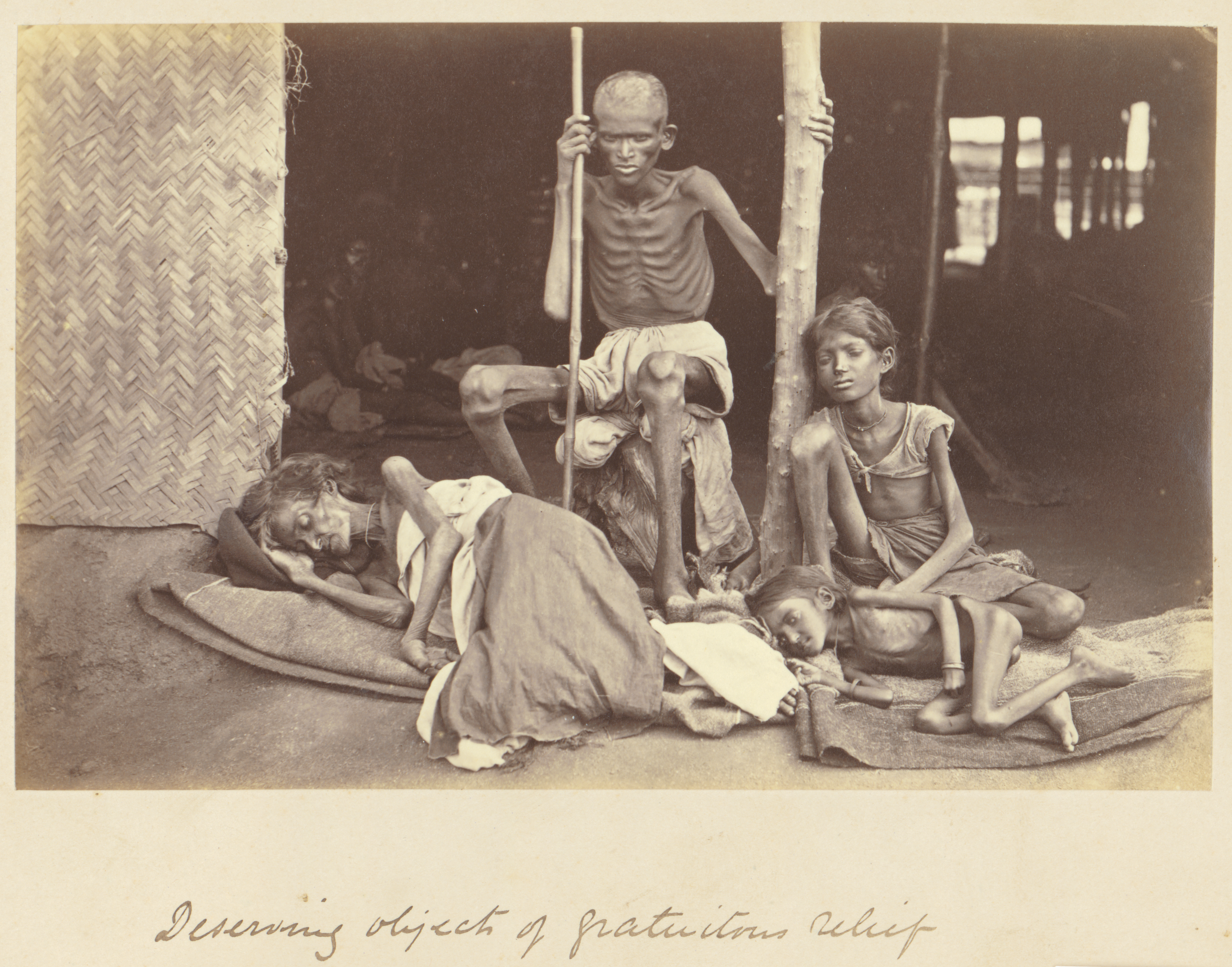
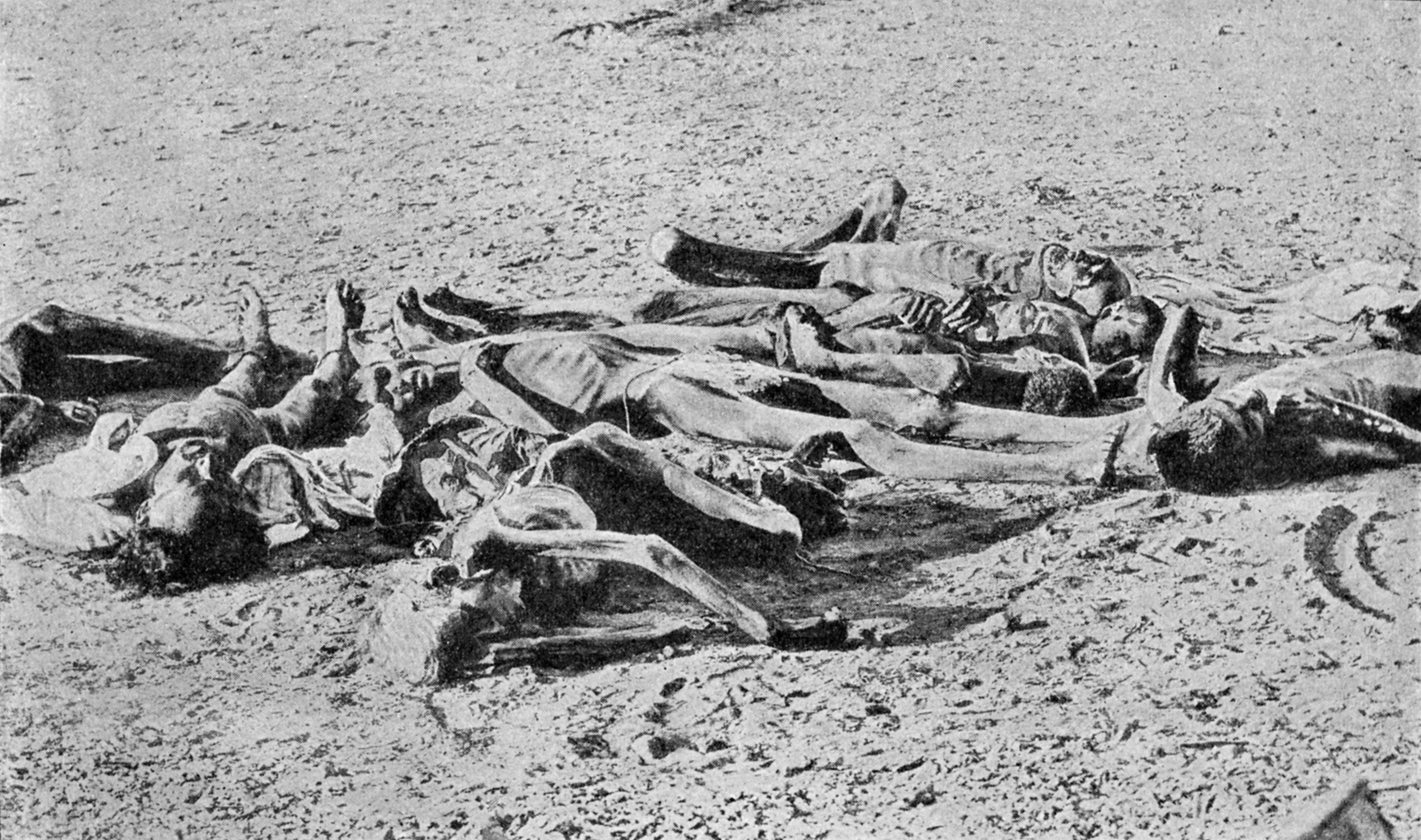
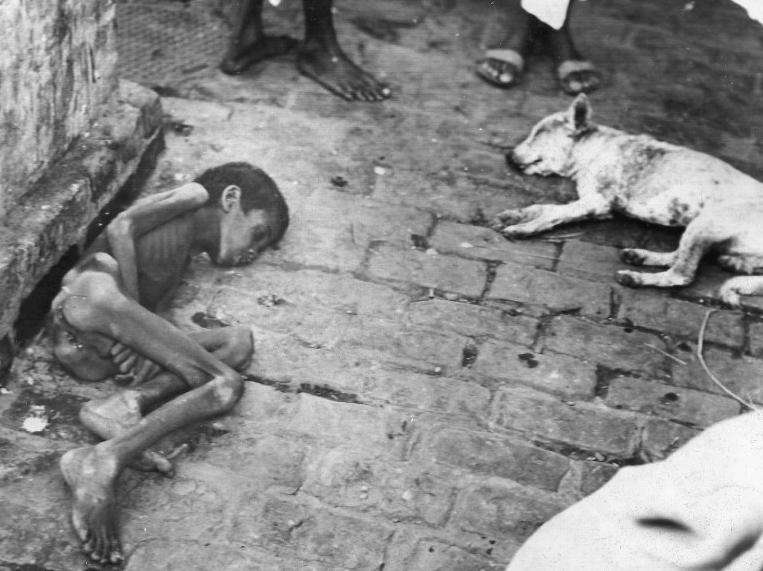

### 欧州
- 西ヨーロッパ
  - 1315年 - 1317年に大規模な飢饉に襲われた（大飢饉 (1315年-1317年)（英語版））。その後も、19世紀後半に至るまで何度も飢饉に見舞われ、多数の農民が北アメリカ大陸への移住へとつながった。
- アイルランド
  - 有名な飢饉として1845年 - 1849年に発生したジャガイモ飢饉がある。これによって、100万人以上の餓死者を出した。また、1740年 - 1741年にも冷夏と天候不順による穀物の不作によって、大飢饉が起きている。
- ドイツ
  - 第二次世界大戦でナチスがスラヴ人に対して行った飢餓計画（英語版）によって、数百万人が餓死した。
  - 第一次世界大戦の長期化に伴う農産物の生産低下に加え、ロシア帝国とフランスの東西の敵国に挟まれ、更にイギリスによる海上封鎖によって物資の輸送が遮断されたことから飢饉状態に陥った。特に1916年 - 1917年には飼料用作物であるルタバガまでが主食として用いられ「カブラの冬」（ルタバガの冬）と称された。
- オランダ
  - ナチス・ドイツ占領下の1944年冬、ドイツがオランダへの物資の輸送を遮断したことから起こった。
- ウクライナ
  - 1932年から1933年の間にソ連共産党による過酷な徴収により発生したホロドモールによって、最大として約1000万人が餓死した。
- ロシア
  - 1601年 - 1603年に冷夏による大飢饉が発生。200万人ともされる餓死者が出た。既にリューリク朝が断絶していたロシアはこれ以降、動乱時代と呼ばれる内乱期に突入する。
  - ヨシフ・スターリンによる1932年から1933年の間の農民集団化計画（コルホーズ）によって何百万もの農民がシベリアに強制移住させられた結果、1932年から大飢饉が発生し500 - 700万人の死者が出た（ソビエト大飢饉 (1932年-1933年)）。1941年からのレニングラード包囲戦（独ソ戦）では、ドイツ国防軍による900日の包囲で食糧の補給が途絶え、70万人近い死者を出した[26]。1921年からの飢饉については、ロシア飢饉 (1921年-1922年)を参照。1946年からの飢饉については、ソビエト連邦における飢饉 (1946年-1947年)（ロシア語版、英語版）を参照。

### アフリカ
- エチオピア
  - 1972年 - 1974年、また1984年 - 1985年にエチオピア大飢饉が起こり、約100万人が餓死した。
- マダガスカル
  - ケレ (飢饉)（英語版） ‐マダガスカルのアンタンドロイ族（英語版）の方言で飢饉を意味する。1930年以降、島の南部で断続的に発生している。

### 範囲の大きいもの
- 夏のない年
  - 1816年に発生した北ヨーロッパ、北アメリカ北東部、中国大陸における飢饉。ヨーロッパ全体で20万人の死者を出し、中国大陸でも大規模な飢饉が起きた。タンボラ山の1815年の噴火が原因とされる。